# Йосифова, Екатерина
Екатерина Петрова Йосифова (4 июня 1941, Кюстендил — 13 августа 2022) — болгарская поэтесса.

## Биография
Родилась 4 июня 1941 года в Кюстендиле. Училась в родном городе, среднее образование закончила в Софии, в 20-й школе «Тодор Минков». Окончила факультет русской филологии Софийского университета (1964). Работала педагогом в Дупнице и Кюстендиле (1968—1970), журналистом в редакции «Звезды» (Кюстендил) (1971—1972), драматургом в Кюстендильском драматическом театре (1972—1981), заведующей кафедрой поэзии и главным редактором литературного альманаха «Струма» (1981—1990). Есть дети: сын и дочь.
Её стихи переведены и опубликованы в антологиях и литературных изданиях в Австрии, Великобритании, Германии, Греции, Индии, Италии, России, США, Турции, Венгрии, Франции и др., а её книга «Ничего нового» издана в Северной Македонии, 2003, изд. Аист, Скопье.
Умерла 13 августа 2022 года.

## Признание и награды
Является лауреатом следующих премий и наград:
- Кавалер ордена Кирилла и Мефодия III степени (1982)[3];
- Ежегодные поэтические премии Союза болгарских писателей за книги «Дом в поле» (1983 г.), «Подозрения» (1993 г.) и «Ненужное поведение» (1994 г.)[3];
- Награда Ассоциации болгарских писателей[англ.] за лучшую книгу года за «Несколько стихотворений» (1998)[3];
- Премия «Иван Николов[болг.]» за жизненные достижения (1999) и за сборник стихов «Эта змея» (2010);
- Премия «Христо Г. Данов» Министерства культуры за художественную литературу («Нагоре Надолу», 2004);
- Премия «Николай Кънчев[болг.]» (2014)[5];
- «Орфеев венец[болг.]» (2017)[6][7].

В 2001 году присвоено звание Почётного гражданина Кюстендила.
В конце января 2010 года кафедра нового болгароведения Нового болгарского университета организовала Национальную научную конференцию „Екатерина Йосифова в болгарской литературе и культуре“.

## Библиография

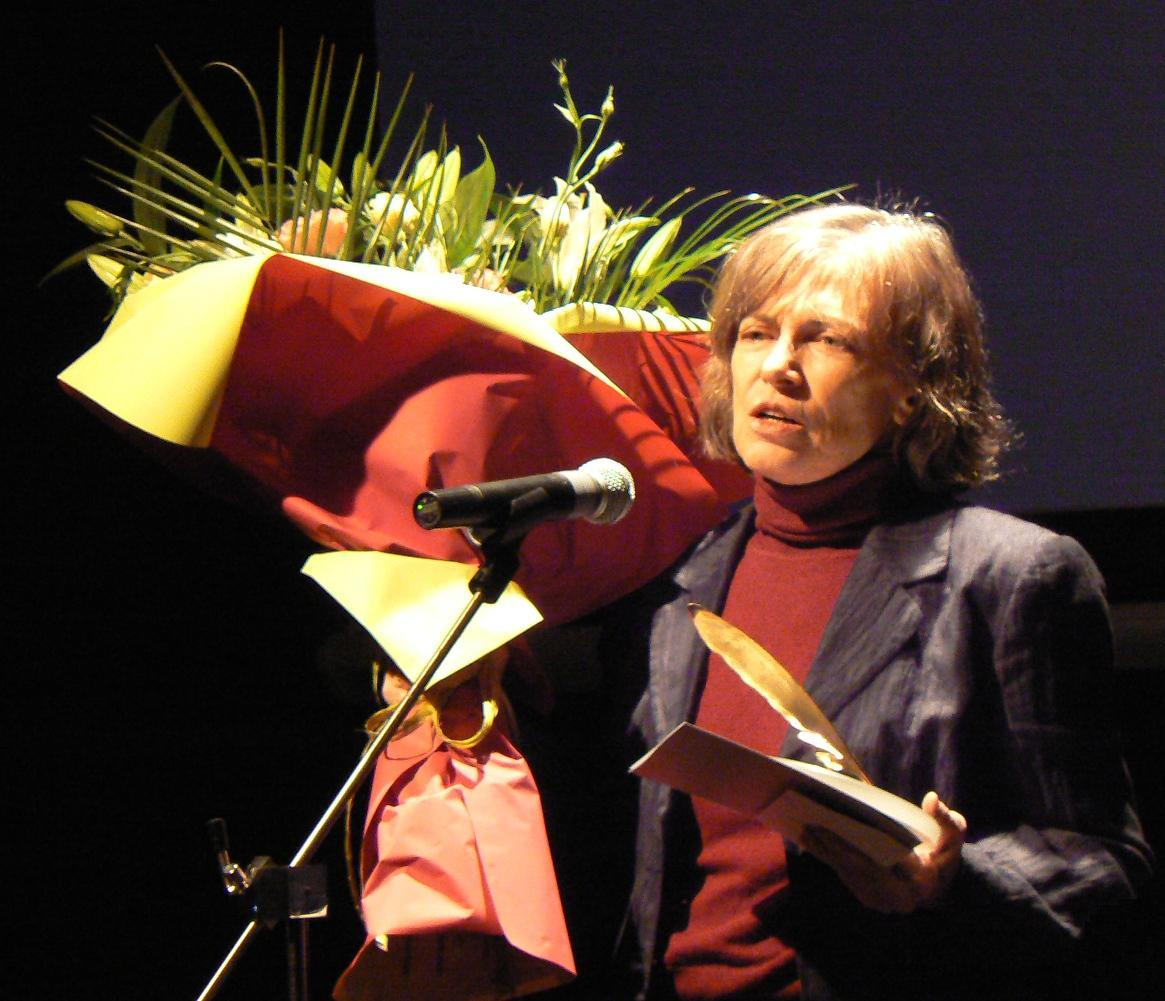
Екатерина Йосифова получает поэтическую премию „Иван Николов“ за сборник стихов „Эта змея“, 22.12.2010

### Поэзия
- „Късо пътуване“, 1969
- „Нощем иде вятър“, 1972
- „Посвещение“, 1978
- „Къща в полето“, 1983
- „Имена“, 1987
- „Подозрения“, 1993
- „Ненужно поведение“, 1994
- „Малко стихотворения“, София: Стигмати, 1998, 62 с.
- „Нищо ново (100 стихотворения)“, Пловдив: Жанет 45, 2001, 128 с.
- „Нагоре-надолу“, София: Факел, 2004, 82 с.
- „Ръце“, Пловдив: Жанет 45, 2006, 71 с.
- „Тази змия“, Пловдив: Жанет 45, 2010, 68 с.
- „Тънка книжка“, Пловдив: Жанет 45, 2014, 39 с.

### Книги для детей
- „Истинска приказка за Поли“, 1994
- „Легенда за магичния певец“, 2000